# Seasons Change
Seasons Change —en español: «Las temporadas cambian»— es el cuarto álbum de estudio del cantante estadounidense de música country Scotty McCreery. Fue lanzado el 16 de marzo de 2018 como su primer álbum para Triple Tigers, y el primero See You Tonight desde cinco años antes. El sencillo principal del álbum es «Five More Minutes», que ganó popularidad en la radio en un momento en que Scotty no firmó con una discográfica. El éxito de la canción lo llevó a firmar con Triple Tigers, y a principios de 2018, «Five More Minutes» se convirtió en el primer sencillo de Country Airplay de Scotty.

## Lista de canciones
| N.º | Título                | Escritor(es)                                          | Duración |  |
| 1.  | «Seasons Change»      | McCreery, James McNair, Tommy Cecil                   | 3:46     |  |
| 2.  | «Wherever You Are»    | McCreery, Frank Rogers, Dan Isbell                    | 3:04     |  |
| 3.  | «Boys from Back Home» | McCreery, Isbell, Jason Gantt                         | 4:04     |  |
| 4.  | «Five More Minutes»   | McCreery, Rogers, Monty Criswell                      | 3:59     |  |
| 5.  | «In Between»          | McCreery, Rogers, Jessi Alexander, Jonathan Singleton | 3:40     |  |
| 6.  | «This Is It»          | McCreery, Rogers, Aaron Eshuis                        | 3:50     |  |
| 7.  | «Wrong Again»         | McCreery, Rogers, Phillip White                       | 3:06     |  |
| 8.  | «Move It On Out»      | McCreery, Isbell, Eshuis                              | 2:54     |  |
| 9.  | «Barefootin'»         | McCreery, Rogers, David Lee Murphy                    | 4:11     |  |
| 10. | «Still»               | McCreery, Eshuis                                      | 4:01     |  |
| 11. | «Home in My Mind»     | McCreery, McNair, Cecil                               | 3:37     |  |

## Personal
Créditos adaptados de AllMusic.
Voces
- Wes Hightower – voces de fondo
- Scotty McCreery – todas las voces
- Russell Terrell – voces de fondo

Músicos
- J. T. Corenflos – guitarra
- Eric Darken – percusión
- David Dorn – órgano Hammond B-3, piano, sintetizador, Wurlitzer
- Aaron Eshuis – guitarra acústica, guitarra eléctrica, Hammond B3, sintetizador
- Shannon Forrest – batería, percusión
- Steve Hermann – trompeta
- John Hinchey – trombón
- Jim Horn – Saxofón
- Mike Johnson – guitarra de acero
- Gordon Mote – piano
- Justin Shchipper – guitarra de acero
- Jimmie Lee Sloas – bajo
- Ilya Toshinsky – banjo, buzuki, guitarra acústica, mandolina
- Derek Wells – guitarra acústica, guitarra eléctrica, mandolina

Producción
- Austin Atwood – asistencia de ingeniería
- Richard Burrow – ingeniero
- Drew Bollman – asistencia de ingeniería
- Sara Dodds – dirección de arte, diseño
- Shauna Dodds – dirección de arte, diseño
- Aaron Eshuis – ingeniero, producción, programación
- Scott Johnson – asistencia de producción
- Andrew Mendelson – masterización
- Justin Niebank – ingeniero, mezcla
- Jeff Ray – fotografía
- Frank Rogers – producción, programador
- Lance Van Dyke – asistencia de ingeniería
- Derek Wells – producción
- Brian David Willis – edición digital

## Posicionamiento en listas
| Listas (2018)                       | Mejor posición |
| ----------------------------------- | -------------- |
| Canadá (Billboard Canadian Albums)  | 35             |
| Escocia (Scottish Albums Chart)     | 100            |
| Reino Unido (UK Country Albums)     | 4              |
| US Billboard 200                    | 7              |
| Estados Unidos (Top Country Albums) | 1              |